# Минская конка
Минская конка — общественный транспорт на конной тяге в городе Минске, действовавший с 1892 по 1929 годы (с перерывом с 1918 по 1921 год в связи с гражданской войной). Ликвидирована в 1929 году с целью дать возможность открытия и развития в городе электрического транспорта, трамвая.

## История
Идея строительства конной железной дороги в Минске появилась ещё в середине 70 годов XIX века. Когда с развитием железнодорожного транспорта в Российской империи и появлении в Минске двух железнодорожных вокзалов, Брестского и Либаво-Роменского, остро встал вопрос о перемещении пассажиров между ними.
Первая практическая идея о строительстве конки в Минске появилась в 1887 году. Это была частная инициатива, исходившая от Оршанского купца Сергея Самуиловича Пергамента. В том же 1887 году его проект был утверждён и подписан. На практическую реализацию проекта ушло 5 лет. Торжественное открытие произошло 10 мая 1892 года.
К январю 1913 года в обслуживании минской конки было задействовано 99 лошадей. В специальной конюшне на улице Базарной в штате обслуги были конюхи и ветеринары.
в 1921 году минская конка была восстановлена после 3-летнего перерыва и именовалась уже красной конкой в соответствии с веяниями времени. Тогда же было создано Объединённое управление местного транспорта Белоруссии, в которое в том числе вошли: два вагонных парка, один из которых находился на улице Базарной, 170 лошадей и 2 хозяйства для обслуживания имеющегося имущества, Людамонт и Михалово.

## Особенности работы
Минская конка состояла из двух линий: Вокзальной, соединявшей Брестский (не сохранился) и Либаво-Роменские (нынешний Минск-Пассажирский) вокзалы, и второй, более протяжённой линии, центральная часть которой пролегала по центру города и разветвлялась в районы Немиги, Сторожовку и Золотую горку. Общая продолжительность путей составляла 8 км. С появлением этого вида транспорта появились и новые профессии, такие как кондуктор. В его обязанности входило не только обеспечивание пассажиров билетами, которых в то время было два вида: более дорогие на сидячие места и более дешёвые, предназначенные для студентов и учащихся, на места стоячие, но и слежение за порядком в вагонах. В конке запрещался проезд трубочистам и людям в грязной одежде. У каждого кондуктора была специальная одежда: у железнодорожников того времени была синяя форма, сотрудникам конки досталась также синяя форма, но с красной выпушкой. Был также специальный жетон на одежде с аббревиатурой МКЖД и номером, по которому недовольный пассажир мог найти интересовавшего его кондуктора.
Условия эксплуатации конки были непростыми. Вагон на 25 пассажиров запрягали двойкой или тройкой лошадей. Конка была медлительна и не только из-за конной тяги, но и из-за уличного трафика. Кучеру постоянно приходилось бить в колокол и разгонять прохожих, идущих по путям. В тёмное время суток вагон имел два керосиновых фонаря, а также керосиновое освещение в салоне. Состояние путей также оставляло желать лучшего, особенно на низменных участках (улицы Немига и Торговая), где часто размывало и затапливало улицы. Ширина колеи путей составляла 1000 мм.

## Музей истории минской конки
Музей Минской конки был открыт 3 марта 2017 года в исторической части столицы — Верхнем городе, на улице Кирилла и Мефодия, на территории существовавшего с XVII по середину XIX века Бернардинского монастыря по соседству с гостиницей «Монастырская».
В состав музея также вошёл комплекс «Каретная», начавший свою работу весной 2014 года. Открытие музея состоялось в день 950-летия со дня первого летописного упоминания о городе Минске и было приурочено к 125-летию со дня пуска в Минске конно-железной дороги.
Экспозиция музея состоит из трёх частей. В первой части под названием «По улицам губернского Минска» содержится реконструированный вагон конца XIX века в натуральную величину, внутри которого представлена виртуальная экспозиция того, что можно было увидеть из окон вагонов в те годы. Вторая часть — «Управление Минской конной железной дороги» — представляет собой реконструкцию того, что находилось и происходило в управляющей конторе минской конки. В экспозиции имеется электронная карта маршрутов конки и телефон, сняв трубку которого, можно прослушать пожелания от работников конки и рядовых горожан.
Третья часть — «Депо минской конки» — позволяет увидеть в масштабе 1:33, как выглядели в то время вагонные сараи, конюшни, лазарет, павильон для пассажиров и кузница. В музее также существует электронная игра, по прохождении которой можно получить удостоверение кучера минской конки или свидетельство о посещении музея.
При подготовке экспозиции музея работники получили два оригинальных фрагмента рельсов, по которым ходила конка. Один был найден на территории строительства паркинга на Немиге, второй был передан музею горожанами, нашедшими его в одном из дворов на улице Запорожская. Как выяснилось, долгое время рельс использовался как крепление конструкции для сушки белья.